# Corozal (Colombia)
Corozal è un comune della Colombia facente parte del dipartimento di Sucre.
L'abitato venne fondato da Juan Antonio Aballe y Rumuay e Antonio de la Torre y Miranda nei primi anni del XVI secolo.